# 스트리트 파이터의 등장인물 목록
이 문서는 스트리트 파이터에 등장한 캐릭터 목록이다.

## 등장 인물 표
| 캐릭터                | I        | II          | 제로      | III    | IV        | V       | VI      |
| --------------------- | -------- | ----------- | --------- | ------ | --------- | ------- | ------- |
| 류                    | O        | O           | O         | O      | O         | O       | O       |
| 켄                    | O        | O           | O         | O      | O         | O       | O       |
| 레츠                  | CPU 전용 | X           | X         | X      | X         | X       | X       |
| 게키                  | CPU 전용 | X           | X         | X      | X         | X       | X       |
| 조                    | CPU 전용 | X           | X         | X      | X         | X       | X       |
| 마이크                | CPU 전용 | X           | X         | X      | X         | X       | X       |
| 리                    | CPU 전용 | X           | X         | X      | X         | X       | X       |
| 겐                    | CPU 전용 | X           | 2         | X      | 콘솔판    | X       | X       |
| 버디                  | CPU 전용 | X           | O         | X      | X         | O       | X       |
| 이글                  | CPU 전용 | X           | 어퍼      | X      | X         | X       | X       |
| 아돈                  | CPU 전용 | X           | O         | X      | 슈퍼      | X       | X       |
| 사가트                | 보스     | 사천왕      | O         | X      | O         | 3차 DLC |         |
| 춘리                  | X        | O           | O         | 서드   | O         | O       | O       |
| 가일                  | X        | O           | 3 콘솔판  | X      | O         | 1차 DLC | O       |
| 장기에프              | X        | O           | 2         | X      | O         | O       | O       |
| 달심                  | X        | O           | 2         | X      | O         | O       | O       |
| 에드먼드 혼다         | X        | O           | 3         | X      | O         | 4차 DLC | O       |
| 블랑카                | X        | O           | 3         | X      | O         | 3차 DLC | O       |
| 마이크 바이슨/발로그  | X        | 사천왕      | 3         | X      | O         | 1차 DLC |         |
| 발로그/베가           | X        | 사천왕      | 3         | X      | O         | O       |         |
| 베가/M.바이슨         | X        | 보스        | 3         | X      | O         | O       | 2차 DLC |
| 캐미                  | X        | 슈퍼        | 2 콘솔판  | X      | 콘솔판    | O       | O       |
| 페이 롱               | X        | 슈퍼        | 3 콘솔판  | X      | 콘솔판    | X       | X       |
| 디 제이               | X        | 슈퍼        | 3 콘솔판  | X      | 슈퍼      | X       | O       |
| 썬더 호크             | X        | 슈퍼        | 3 콘솔판  | X      | 슈퍼      | X       | X       |
| 고우키/아쿠마         | X        | 슈퍼 X/터보 | O         | 세컨드 | 히든 보스 | 2차 DLC | 2차 DLC |
| 가이                  | X        | X           | O         | X      | 슈퍼      | X       | X       |
| 소돔                  | X        | X           | O         | X      | X         | X       | X       |
| 찰리 내쉬             | X        | X           | O         | X      | X         | O       | X       |
| 로즈                  | X        | X           | O         | X      | 콘솔판    | 5차 DLC |         |
| 단                    | X        | X           | O         | X      | 콘솔판    | 5차 DLC |         |
| 사쿠라                | X        | X           | 2         | X      | 콘솔판    | 3차 DLC |         |
| 롤렌토                | X        | X           | 2         | X      | 울트라    | X       | X       |
| 카린                  | X        | X           | 3         | X      | X         | O       |         |
| 레인보우 미카         | X        | X           | 3         | X      | X         | O       |         |
| 코디                  | X        | X           | 3         | X      | 슈퍼      | 3차 DLC | X       |
| 유니                  | X        | X           | 3         | X      | X         | X       | X       |
| 율리                  | X        | X           | 3         | X      | X         | X       | X       |
| 살의의 파동에 눈뜬 류 | X        | 울트라      | 2         | X      | AE        | X       | X       |
| 진 고우키/아쿠마      | X        | 슈퍼 X/터보 | 2         | 세컨드 | AE        | X       | X       |
| 세뇌당한 켄           | X        | 울트라      | X         | X      | X         | X       | X       |
| 파이널 베가/바이슨    | X        | X           | 보스      | X      | X         | X       | 2차 DLC |
| 마키                  | X        | X           | 어퍼      | X      | X         | X       | X       |
| 잉그리드              | X        | X           | 더블 어퍼 | X      | X         | X       |         |
| 캐릭터                | I        | II          | 제로      | III    | IV        | V       | VI      |
| 알렉스                | X        | X           | X         | O      | X         | 1차 DLC |         |
| 윤                    | X        | X           | 어퍼      | O      | AE        | X       | X       |
| 양                    | X        | X           | X         | O      | AE        | X       | X       |
| 이부키                | X        | X           | X         | O      | 슈퍼      | 1차 DLC | X       |
| 더들리                | X        | X           | X         | O      | 슈퍼      | X       | X       |
| 엘레나                | X        | X           | X         | O      | 울트라    | X       | 2차 DLC |
| 숀                    | X        | X           | X         | O      | X         | X       | X       |
| 오로                  | X        | X           | X         | O      | X         | 5차 DLC | X       |
| 네크로                | X        | X           | X         | O      | X         | X       | X       |
| 휴고                  | X        | X           | X         | 세컨드 | 울트라    | X       | X       |
| 유리안                | X        | X           | X         | 세컨드 | X         | 1차 DLC | X       |
| 마코토                | X        | X           | X         | 서드   | 슈퍼      | X " X   |         |
| 레미                  | X        | X           | X         | 서드   | X         | X       | X       |
| 트웰브                | X        | X           | X         | 서드   | X         | X       | X       |
| Q                     | X        | X           | X         | 서드   | X         | X       | X       |
| 길                    | X        | X           | X         | 보스   | X         | 4차 DLC | X       |
| 아벨                  | X        | X           | X         | X      | O         | X       | X       |
| 크림슨 바이퍼         | X        | X           | X         | X      | O         | X       | X       |
| 엘 포르테             | X        | X           | X         | X      | O         | X       | X       |
| 루퍼스                | X        | X           | X         | X      | O         | X       | X       |
| 세스                  | X        | X           | X         | X      | 보스      | 4차 DLC | X       |
| 고우켄                | X        | X           | X         | X      | 히든 보스 | X       | X       |
| 한주리                | X        | X           | X         | X      | 슈퍼      | 1차 DLC | O       |
| 하칸                  | X        | X           | X         | X      | 슈퍼      | X       | X       |
| 광기의 오니           | X        | X           | X         | X      | AE        | X       | X       |
| 포이즌                | X        | X           | X         | X      | 울트라    | 4차 DLC | X       |
| 디카프리              | X        | X           | X         | X      | 울트라    | X       | X       |
| 네칼리                | X        | X           | X         | X      | X         | O       | X       |
| 라시드                | X        | X           | X         | X      | X         | O       | 1차 DLC |
| 라라                  | X        | X           | X         | X      | X         | O       | X       |
| FANG                  | X        | X           | X         | X      | X         | O       | X       |
| 콜린                  | X        | X           | X         | X      | X         | 2차 DLC | X       |
| Ed                    | X        | X           | X         | X      | X         | 2차 DLC | 1차 DLC |
| 아비게일              | X        | X           | X         | X      | X         | 2차 DLC | X       |
| 메나트                | X        | X           | X         | X      | X         | 2차 DLC | X       |
| 제쿠                  | X        | X           | X         | X      | X         | 2차 DLC | X       |
| 팔케                  | X        | X           | X         | X      | X         | 3차 DLC | X       |
| G                     | X        | X           | X         | X      | X         | 3차 DLC | X       |
| 카게                  | X        | X           | X         | X      | X         | 4차 DLC | X       |
| 루시아                | X        | X           | X         | X      | X         | 4차 DLC | X       |
| 카자마 아키라         | X        | X           | X         | X      | X         | 5차 DLC | X       |
| 루크                  | X        | X           | X         | X      | X         | X       | O       |
| 제이미                | X        | X           | X         | X      | X         | X       | O       |
| 킴벌리                | X        | X           | X         | X      | X         | X       | O       |
| 마농                  | X        | X           | X         | X      | X         | X       | O       |
| 마리사                | X        | X           | X         | X      | X         | X       | O       |
| JP                    | X        | X           | X         | X      | X         | X       | O       |
| 릴리                  | X        | X           | X         | X      | X         | X       | O       |
| A.K.I.                | X        | X           | X         | X      | X         | X       | 1차 DLC |
| 테리                  | X        | X           | X         | X      | X         | X       | 2차 DLC |
| 마이                  | X        | X           | X         | X      | X         | X       | 2차 DLC |

## 스트리트 파이터의 등장인물

### 아돈
출생 - ?
신장 - 182cm
몸무게 - 73kg
혈액형 - B형
성별 - 남
국적 - 태국
무에타이의 제왕이였던 사가트의 제자였지만 류에게 패배한 사가트에게 실망하고 그를 떠났으며 이후 실망감을 넘어 업신여기고 있다. 좋아하는 것은 무에타이 말고  거의 없으며 늘 상대를 깔보는 자만한 모습을 보인다. 하지만 아돈의 무술실력은 그렇게 뛰어나지 않다.
- 첫 게임: 스트리트 파이터 1 (1987)

### 레츠
출생 - ?
신장 - 181cm
몸무게 - 76kg
혈액형 -
성별 - 남
국적 - 일본
일본의 파계승. 고우켄과 친구지간이며 싸움을 너무 좋아해서 파문 당했다.
- 첫 게임: 스트리트 파이터 1 (1987)

### 게키
출생 - ?
신장 - 180cm
몸무게 - 76kg
혈액형 -
성별 - 남
국적 - 일본
닌자이다. 스트리트 파이터 시점까지는 살아있었으나 스트리트 파이터 2 시점 직전에 뛰어난 실력의 암살자와 써우다 사망했으며, 그의 제자 중 한 명이 '게키'라는 이름을 물려받았다.
- 첫 게임: 스트리트 파이터 1 (1987)

### 조
출생 - ?
신장 - 185cm
몸무게 - 81kg
혈액형 - B형
성별 - 남
국적 - 미국
유명한 킥복서이며 롤링 소베트가 주특기이다. 하지만 금전적인 문제로 인해 링 밖에서 주먹을 휘두르는 바람에 퇴출당했다. 스트리트 파이터 2 시점에서는 인디 격투 단체에서 활동중이다.
- 첫 게임: 스트리트 파이터 1 (1987)

### 마이크
출생 - ?
신장 - 196cm
몸무게 - 103kg
혈액형 - B형
성별 - 남
국적 - 미국
강도 혐의로 교도소에 수감되었지만 거기서 권투를 배우며 갱생하였으며 만기출소 후에는 후학을 양성하고 있다.
- 첫 게임: 스트리트 파이터 1 (1987)

### 리
출생 -
신장 - 178cm
몸무게 - 96kg
혈액형 - O형
성별 - 남
국적 - 중국
윤 & 양 형제와 친척이며 평소에는 거의 안 싸우지만 자신과 실력이 비슷하거나 자신보다 잘 싸운다고 생각하는 사람을 만나면 싸운다. 스트리트 파이터 5 시점에서는 격투기에서 완전히 은퇴하고 부동산 중개업을 하고 있다.
- 첫 게임: 스트리트 파이터 1 (1987)

### 겐
출생 - 1903년 3월 10일
신장 - 168cm
몸무게 - 58kg
혈액형 - O형
성별 - 남
국적 - 중국
중국 수천년의 역사를 지키는 암살권을 사용하는 노인. 춘리의 아버지는 겐을 스승처럼 여겼으며 춘리의 할아버지는 겐을 친형같이 대했다고 한다.
- 첫 게임: 스트리트 파이터 1 (1987)

### 이글
출생 - 1953년 12월 31일
신장 - 183cm
몸무게 - 75kg
혈액형 - AB형
성별 - 남
국적 - 영국
쌍단곤을 사용하는 격투가. CVS2에서도 출전한다. 원래는 사가트를 저격하기 위해 고용된 킬러였다.
- 첫 게임: 스트리트 파이터 1 (1987)

### 버디(Birdie)
출생 - 1962년 5월 22일
신장 - 216cm
몸무게 - 111kg(제로), 230kg(5)
혈액형 - O형
성별 - 남
국적 - 영국
첫 시리즈에서는 백인이었지만 제로 시리즈에서는 흑인이 되어버렸다. 항상 쇠사슬을 소지하고 다니며 이 쇠사슬로 매치기를 한다. (1탄에서는 맨손) 5탄에서는 체중이 제로때의 2배나 늘어 몸이 뚱뚱해졌다.
- 첫 게임: 스트리트 파이터 1 (1987)

## 스트리트 파이터 II 시리즈의 등장인물

### 에드몬드 혼다
출생 - 1960년 11월 3일
신장 - 185cm
몸무게 - 138kg
혈액형 - A형
성별 - 남
국적 - 일본
일본의 스모선수이자 목욕탕 주인. 분장한 얼굴이 특징이며 이름과 달리 순수한 일본인으로 그려지고 있다. 소돔과 절친하다.
- 첫 게임: 스트리트 파이터 2 (1991)

### 블랑카
출생 - 1966년 2월 12일
신장 - 192cm
몸무게 - 98kg
혈액형 - B형
성별 - 남
국적 - 브라질
본명은 지미. 어렸을 적 비행기 사고로 아마존 밀림에 버려져서 그 곳에서 자랐다. 외형이 괴물로 변하게 된 이유는 섀돌루의 총수인 베가가 정체모를 용액을 실험하다 아마존 강물에 폐기물을 버리고 오염시켜서 아무것도 모르고 어린 소년 지미가 목이 말라 아마존 강물을 먹다 감염되어 변하게 된것이다. 자신의 어머니를 찾기 위해 동분서주한다. 외형은 괴물이지만 인성은 굉장히 착한 사람으로 브라질로 수행온 단이 여비를 모두 소진하고 굶어서 길에 쓰러져있는 것을 주워다가 밥을 먹여서 구해준 적이 있다. 이 때문에 단과 매우 친하다. 어느 날 브라질 아마존으로 온 베가랑 싸우다 패배한 블랑카는 베가에게 잡혀서 실험대상이 되었는데 그 실험은 베가가 블랑카의 전기를 탐내서 전기흡수제를 만들어놓았고 베가는 블랑카와 용액을 같이 맞아서 전기를 흡수하는 실험이었다. 그런데 그 흡수제가 블랑카에게는 사람으로 돌아갈 수 있는 해독제이기도 했다. 하지만 그 해독제는 전기가 있으면서 맞아야지 인간으로 돌아올 수 있었다. 전기를 빼앗기면 블랑카는 사람으로 돌아오지 못하고 그 즉시 사망하게 된다는 사실을 안 블랑카가 겨우 베가의 부하들에게서 빼앗아 가지고 나와 해독을 했었는데 인간으로 영원히 돌아올 수 있는 1분의 시간을 남기고 발록이 자신의 영원한 아름다움을 위해 쓰려는 욕심으로 인해 방해를 하고 해독제를 두고 싸우다 병이 깨져 액체를 흘리게 돼 인간으로 돌아오지 못하게 되자 피할 수 없는 숙적이 된다.
- 첫 게임: 스트리트 파이터 2 (1991)

### 달심
출생 - 1952년 11월 22일
신장 - 176cm
몸무게 - 48kg
혈액형 - O형
성별 - 남
국적 - 인도
인도의 요가(瑜伽) 수행자. 팔다리를 비롯한 신체 부위 및 체중 등을 자유롭게 늘렸다 줄였다 하는 것이 가능하다. 매우 젊은 아내와 아들이 있다.
- 첫 게임: 스트리트 파이터 2 (1991)

### 디 제이
출생 - 1965년 10월 31일
신장 - 184cm
몸무게 - 92kg
혈액형 - AB형
성별 - 남
국적 - 자메이카
유쾌하고 기운 넘치는 킥복서 겸 가수. 자신의 음악에 영감을 얻기 위해 쌈박질을 하고 있으며 라이벌 캐릭터인 루퍼스와는 서로 자기들 이야기만 하다가 급 싸운다.
- 첫 게임: 슈퍼 스트리트 파이터 2 (1993)

### 썬더 호크
출생 - 1958년 7월 11일
신장 - 231cm
몸무게 - 162kg
혈액형 - O형
성별 - 남
국적 - 멕시코
썬더풋족의 전사로서 거대한 신체어서 뿜어져 나오는 공격은 강력하지만 정의감과 자연을 존중하는 부드러운 마음씨를 가졌다. 쥴리, 쥬니와는 모종의 관계가 있다. 옛 연인의 유니(줄리아)가 베가에 세뇌 당하고,아버지는 살해,자기 족장의 땅을 베가가 빼앗아가,베가를 상당히 싫어한다.
- 첫 게임: 슈퍼 스트리트 파이터 2 (1993)

### 캐미 화이트
출생 - 1973년 12월 22일
신장 - 164cm
몸무게 - 46kg
혈액형 - B형
성별 - 여
국적 - 영국
원래는 베가의 유전자를 개조하여 만들어낸 부하로 오직 소녀들로만 구성된 베가의 친위대인 섀돌루 돌스의 구성원이었으나 섀돌루를 탈출하여 기억을 잃고 영국의 특수부대 '델타 레드'에서 일하게 된다.
- 첫 게임: 슈퍼 스트리트 파이터 2 (1993)

### 페이롱
출생 - 1968년 4월 18일
신장 - 172cm
몸무게 - 61kg
혈액형 - O형
성별 - 남
국적 - 중국(홍콩)
홍콩의 영화배우. 이소룡을 모델로 한 캐릭터이다. 한국식 발음으로 비룡(飛龍)
- 첫 게임: 슈퍼 스트리트 파이터 2 (1993)

## 스트리트 파이터 알파 시리즈의 등장인물

### 히비키 단
출생 - 1967년 11월 25일
신장 - 177cm
몸무게 - 74kg
혈액형 - O형
성별 - 남
국적 - 중국(홍콩)
류와 켄의 선배. 류와 켄보다 일찍 고우켄의 제자가 되었으나 아버지에 대한 복수로 사가트를 없애려는 욕망에 사로잡혔기 때문에 파문당했다. 사실, 단의 아버지와 사가트의 대결은 엄청나게 치열했을 뿐이지 사가트가 개인 감정으로 죽인 것이 아니였으며 사가트도 그 대가로 애꾸가 되었다. 그럼에도 불구하고 단은 이를 빌미삼아 사가트를 없애려고 한다. 평소의 행실도 부실한 부분이 많아 전화요금도 제때 내지 못하고 한량처럼 살고 있다. 스트리트 파이터 4에서 단의 오프닝 때, 단이 블랑카에게 대회 개최를 알려주지 않았다고 질책하자, 블랑카가 분명히 알려줬는데 단이 전화요금을 내지 않아 연락이 두절되었다고 대답했다. 자신이 계획도 없이 무턱대고 브라질에 갔다가 여비가 다 떨어져서 밥을 굶고 쓰러져 있는 것을 블랑카가 구해줘서 블랑카와 친해졌다.
- 첫 게임: 스트리트 파이터 제로 (1995)

### 카수가노 사쿠라
출생 - 3월 15일
신장 - 157cm
몸무게 - 42kg
혈액형 - A형
성별 - 여
국적 - 일본
류를 동경하는 여고생. 때문에 류의 무술을 눈대중으로 보고 따라한다. 참고로 카린과는 친구이면서도 경쟁의 상대이기도 한 격투 라이벌이다.
- 첫 게임: 스트리트 파이터 제로 2 (1996)

### 로즈
출생 - 1967년 7월 3일
신장 - 178cm
몸무게 - 54kg
혈액형 - ?
성별 - 여
국적 - 이탈리아
베가의 전 제자이자 제노바 최고의 미인으로 직업은 점성술사. 그러나 스승이 사이코 파워를 악의 용도로 사용하려 하기 때문에 이를 막으려 한다. 복장은 검은색 보디 스타킹과 붉은색 코트를 입고 있는데 싸울때는 항상 이 복장을 고집한다.
- 첫 게임: 스트리트 파이터 제로 (1995)

### 찰리 내쉬
출생 - 1961년 6월 19일
신장 - 186cm
몸무게 - 84kg
혈액형 - AB형
성별 - 남
국적 - 미국
가일과 같은 미 공군 중위, 군 내부 부패원인인 베가를 쫓았으나 베가의 음모에 휘말려 살해당한다. 가일보다는 실력이 한 수 위로 가일이 두 손으로 쏘는 소닉붐을 내쉬는 한 손으로 쏠 수 있다. 스트리트 파이터 5부터 이름을 내쉬(Nash)로 통일하였다.
- 첫 게임: 스트리트 파이터 제로 (1995)

### 레인보우 미카
출생 - 1969년 5월 17일
신장 - 168cm
몸무게 - 62kg
혈액형 - O형
성별 - 여
국적 - 일본
본명은 나나카와 미카 (Nanakawa Mika), 장기에프를 동경하는 여성레슬러, 유명 스트리트파이터들과 싸워서 스타가 되려고 대회에 참여한다.
- 첫 게임: 스트리트 파이터 제로 3 (1998)

### 카린
출생 - 9월 15일
신장 - 162cm
몸무게 - 48kg
혈액형 - B형
성별 - 여
국적 - 일본
사쿠라의 숙명의 라이벌로 사쿠라의 친구지만 사쿠라와 자주 격투를 벌인다. 항상 집사를 대동하고 다니는 부잣집 아가씨이다.
- 첫 게임: 스트리트 파이터 제로 3 (1998) 최초 등장은 "스트리트 파이터 제로3"가 아니라 만화 "힘내라 사쿠라!"이다.

### 율리
출생 - 1972년 7월 12일
신장 - 164cm
몸무게 - 49kg
혈액형 - B형
성별 - 여
국적 - 독일
범죄 조직 섀돌루의 조직원. 일본어 발음으로 인하여 한국에서는 유리라는 이름으로 더 잘 알려져있다.
- 첫 게임: 스트리트 파이터 제로 3 (1998)

### 유니
출생 - 1973년 6월 10일
신장 - 160cm
몸무게 - 46kg
혈액형 - AB형
성별 - 여
국적 - 독일
범죄 조직 섀돌루의 조직원. 율리(유리)의 동생인걸로 추측된다.
- 첫 게임: 스트리트 파이터 제로 3 (1998)

### 잉그리드
잉그리드(Ingrid, イングリッド)는 캡콤의 취소된 게임 《캡콤 파이팅 올스타즈》에서 출연할 예정이었던 캐릭터였다. 당시 '영원의 여신'이라는 가명을 썼다. 이후 플레이스테이션 2 및 엑스박스로 발매된 《캡콤 파이팅 잼 (2004)》에 처음 등장했다. 《스트리트 파이터》 세계관에는 플레이스테이션 포터블로 발매된 《스트리트 파이터 알파 3 맥스》에 추가돼면서 처음 등장했다. 《프로젝트 크로스 존 2》에 솔로 유닛으로 등장한다.

## 스트리트 파이터 III 시리즈의 등장인물

### 더들리
출생 - 1959년 1월 27일
신장 - 185cm
몸무게 - 101kg
혈액형 - B형
성별 - 남
국적 - 영국
영국 출신의 복서, 아버지는 전직 선수이자 사업가로서 대성공을 이루었다. 유년시절에는 평화롭게 살았으나 그가 대학생일 무렵 아버지의 사업이 파탄되고 만다. 이에 헤비급 복서로 전환, 부를 되찾는다.
- 첫 게임: 스트리트 파이터 3 (1997)

### 네크로
출생 - 1968년 10월 22일
신장 - 198cm
몸무게 - 197kg
혈액형 - ?
성별 - 남
국적 - 러시아
러시아 출신으로 본명은 이리야 (Illia). 길의 비밀 결사에 들어가 인체개조에 의해 고무와 같이 늘어나는 유연한 몸과 방전능력을 갖고 네크로라는 이름이 주어졌다.
- 첫 게임: 스트리트 파이터 3 (1997)

### 마코토
출생 - 1982년 7월 1일
신장 - 160cm
몸무게 - 50kg
혈액형 - B형
성별 - 여
국적 - 일본
가라데 소녀, 토사의 명문 가라데 도장인 용담관을 이을 몸으로 쇠퇴해진 도장의 명예를 되살리기 위해 대회에 참여한다. 간결한 머리 모양이 특징.
- 첫 게임: 스트리트 파이터 3 써드 스트라이크 (1999)

### 이부키
출생 - 1980년 12월 6일
신장 - 162cm
몸무게 - 46kg
혈액형 - A형
성별 - 여
국적 - 일본
게키의 친척으로 언급된 견습닌자. 애완동물로 돈이라는 너구리를 키우고 있으며 일본 고대 닌자 일족에 거둬진 소녀. 연애에 관심이 많이 있다.
- 첫 게임: 스트리트 파이터 3 (1997)

### 길
출생 - ?
신장 - 208cm
몸무게 - 338kg
혈액형 - ?
성별 - ?
국적 - ?
기원전 아득한 예부터 세계를 지배하고 있는 수수께끼의 비밀 결사대의 총통. 스스로 신과 같은 고귀한 존재라고 자부해오고 있다. 유리안의 형이다. 몸이 둘로 나뉘어있으며 한쪽은 불을, 다른 한쪽은 얼음을 사용할 수 있는 신체구조를 지녔다.
- 첫 게임: 스트리트 파이터 3 (1997)

### 윤
출생 - 9월 9일
신장 - 173cm
몸무게 - 62kg
혈액형 - B형
성별 - 남
국적 - 중국(홍콩)
양의 형. 스케이트보드 타는 것을 즐긴다. 좋아하는 것은 고기만두.
- 첫 게임: 스트리트 파이터 3 (1997)

### 양
출생 - 9월 9일
신장 - 173cm
몸무게 - 62kg
혈액형 - B형
성별 - 남
국적 - 중국(홍콩)
윤의 동생. 윤이 스케이트보드라면 이쪽은 롤러스케이트. 좋아하는 것은 고양이 돌보기.
- 첫 게임: 스트리트 파이터 3 (1997) 처음에는 히든 캐릭터였으나 스트리트 파이터 3 세컨드 임팩트에서 정식으로 선택할 수 있게 된다.

### 알렉스
출생 - 5월 15일
신장 - 198cm
몸무게 - 105kg
혈액형 - O형
성별 - 남
국적 - 미국
프로레슬러. 스승 톰이 길에게 패배하자 복수를 하기 위해서 참전한다.
- 첫 게임: 스트리트 파이터 3 (1997)

### 엘레나
출생 - 1981년 9월 18일
신장 - 183cm
몸무게 - 54kg
혈액형 - ?
성별 - 여
국적 - 케냐
케냐 출신 유학생. 아프리카 케냐의 한 부족추장의 딸로, 아버지는 주술사지만 프랑스 대학교로 유학가서 의약부문 박사학위도 따온 바 있는 의외의 엘리트. 세계 각국을 돌며 친구들을 사귀길 좋아한다. 자신의 친구로 삼는 대상으로는 국적, 인종, 나이, 직업, 성별을 모두 초월한다.
- 첫 게임: 스트리트 파이터 3 (1997)

### 레미
출생 - 6월 28일
신장 - 178cm
몸무게 - 83kg
혈액형 - ?
성별 - 남
국적 - 프랑스
격투가를 혐오하는 프랑스 청년.그의 아버지가 격투가였기 때문에 레미와 그의 누나를 돌보지 않아 버렸고, 이에 레미는 그 아픔 때문인지 아버지를 증오하고 격투가라는 직업을 혐오하고 있다. 그의 의지에 의존하던 그의 누나가 죽으면서 시체를 해저에 보존하지만 길의 비밀 조직이 누나의 해저무덤에 손에 뻗치자, 어쩔 수 없이 지키기 위해 참여한다.
- 첫 게임: 스트리트 파이터 3 써드 스트라이크 (1999)

### 숀
출생 - 1980년
신장 - 173cm
몸무게 - 70kg
혈액형 - ?
성별 - 남
국적 - 브라질
켄 마스터즈의 제자이다. 스승을 목표로 전력을 다하고 있지만, 풍림화산류의 제자로서는 아직 부족한 점이 많다. 실력은 부족한 점이 많지만 현재로서는 풍림화산류의 유일한 제자로, 후계자의 위치가 확고하다.
- 첫 게임: 스트리트 파이터 3 (1997)

### 오로
출생 - 1860년 12월 5일
신장 - 157cm
몸무게 - 56kg
혈액형 - ?
성별 - 남
국적 - ?
외팔로 싸우는 선인. 불멸의 비법을 터득해 140년을 살았으며 아마존 어느 동굴에서 은둔 생활을 하고 있다. 브라질식 전통무예와 자신만의 전투 무술을 사용하고 있으며 후계자를 찾기 위해 세상에 나온 것으로 알려져 있다.
- 첫 게임: 스트리트 파이터 3 (1997)

### 유리안
출생 - ?
신장 - 208cm
몸무게 - 112kg
혈액형 - ?
성별 - ?
국적 - ?
길의 동생이다. 불과 얼음을 다루는 길과는 달리, 유리안은 번개를 다룬다. 이때 몸이 금속처럼 변하며 체중도 112kg으로 늘어난다. G 프로젝트의 일환으로 자신만의 군대도 거느리고 있기도 하다.
- 첫 게임: 스트리트 파이터 3 세컨드 임팩트 (1997)

### Q
출생 - ?
신장 - 226cm
몸무게 - 154kg
혈액형 - ?
성별 - ?
국적 - ?
정체불명의 사이보그.
- 첫 게임: 스트리트 파이터 3 써드 스트라이크 (1999)

### 트웰브
출생 - ?
신장 - 218cm
몸무게 - 358kg
혈액형 - ?
성별 - ?
국적 - ?
길에 의해 만들어진 휴머노이드.
- 첫 게임: 스트리트 파이터 3 써드 스트라이크 (1999)

## 스트리트 파이터 IV 시리즈의 등장인물
등장 인물이 대부분 바뀐 스트리트 파이터 3와는 달리, 이번엔 '원점회귀'를 의식하여 스트리트 파이터 2의 등장인물 12명에 기억을 상실한 프랑스인 파이터 아벨, 샤돌루를 조사하는 잠입수사관 크림슨 바이퍼, 요리사 겸 프로레슬러 엘 포르테, 자칭 켄의 라이벌 루퍼스, 선택 불가의 보스 세스를 포함한 5명의 신캐릭터만 추가된 형태이다. 스토리는 2편과 3편 사이의 공백기로 "이때 무슨 일이 있었나"가 주된 스토리 라인이며 이후 류와 켄의 스승인 고우켄,  오일 레슬링의 최강자 하칸, 캡콤 최초의 한국인 캐릭터 주리, 캐미에게 원한이 있는 격투가 디카프리  등이 추가되었다.

### 고우켄
출생 - 1933년 12월 14일
신장 - 185cm
몸무게 - 90kg
혈액형 - ?
성별 - 남
국적 - 일본
류와 켄의 스승. 갑작스레 찾아온 고우키와 일전을 벌여 그 손에 죽었다고 알려져 있었으나, 의식을 되찾는데 시간이 오래 걸렸던 것으로 돌연 나타나게 된다. 풍림화산류 계승자로 첫 제자를 히비키 단으로 받았으나 히비키 단이 갖고있는 사가트에 대한 증오심이 너무 커서 제자로 키우기엔 위험하다고 판단하고 히비키 단을 파문했다. 이후에 류와 켄 마스터즈를 제자로 받았다.
- 첫 게임: 스트리트 파이터 4 (2008)

### 엘 푸에르테
출생 - 1953년 10월 29일
신장 - 168cm
몸무게 - 70kg
혈액형 - B형
성별 - 남
국적 - 멕시코
요리사 겸 프로레슬러로서 항상 자신이 대련한 상대에게는 대련 이후 자신이 만든 음식을 대접하는 습관을 갖고 있다. 작은 키라는 단점이 있지만 매우 날렵하다. 그러나 무술 실력과 요리 실력 모두 초보자 수준이다.
- 첫 게임: 스트리트 파이터 4 (2008)

### 크림슨 바이퍼
출생 - 1967년 7월 18일
신장 - 175cm
몸무게 - 56kg
혈액형 - AB형
성별 - 여
국적 - 미국
세스를 조사하려는 SIN의 조직원. 유부녀이며 이미 슬하에 딸을 두고 있으며 딸에게 인자한 어머니이다.  다만 춘리와 경쟁 구도에 있어 견제하고 있으며 캐미와는 애증의 관계가 되었다. 하지만 로즈와는 매우 친한 친구이다.
- 첫 게임: 스트리트 파이터 4 (2008)

### 아벨
출생 - 1965년 11월 5일
신장 - 198cm
몸무게 - 85kg
혈액형 - A형
성별 - 남
국적 - 프랑스
기억을 잃은 프랑스 출신의 격투가. 개를 기르는 것을 아주 좋아하며 굴에 대한 좋지 않은 경험 때문에 굴을 싫어한다. 또한 유도를 기본으로 하는 종합무술에 능통하다.
- 첫 게임: 스트리트 파이터 4 (2008)

### 세스
출생 - ?
신장 - ?
몸무게 - ?
혈액형 - ?
성별 - ?
국적 - ?
섀돌루의 산하조직인 SIN의 보스. 계획을 세우는 것을 좋아하고 어리광 부리는 인간을 싫어하며 인지를 초월하는 초절무술에 능통하다.
- 첫 게임: 스트리트 파이터 4 (2008)

### 루퍼스
출생 - 1963년 7월 30일
신장 - 195cm
몸무게 - 185kg
혈액형 - O형
성별 - 남
국적 - 미국
비만 체형의 중국계 미국인으로 아류 쿵푸를 쓰며 켄 마스터즈의 라이벌이다. 자칭 미국에서 가장 싸움을 잘하는 자라고 떠벌리고 다닌다. 말수가 굉장히 많아 말수를 줄이라는 얘기를 많이 듣는다.
- 첫 게임: 스트리트 파이터 4 (2008)

### 하칸
출생 - 11월 13일
신장 - 190cm
몸무게 - 110kg
혈액형 - O형
성별 - 남
국적 - 터키
세계 유수 식용유 메이커의 사장로서 "야을르 규레쉬(터키의 오일 레슬링)"의 최강자이며 터키의 용자이다. 취미 겸 실익을 위해 세계 기름을 여행을 한다.
- 첫 게임: 슈퍼 스트리트 파이터 4 (2009)

### 디카프리
출생 - 12월 18일
신장 - 164cm
몸무게 - 46kg
혈액형 - B형
성별 - 여
국적 - 러시아
베가친위대 DOLLS 소속. 손상된 얼굴을 가면으로 가리고 있다. 캐미를 싫어한다.
- 첫 게임: 울트라 스트리트 파이터 4 (2014)

## 스트리트 파이터 V 시리즈의 등장인물

### 카자마 아키라
출생 - 3월 3일
신장 - 160cm
몸무게 - 45kg
혈액형 - AB형
성별 - 여
국적 - 일본
사립 저스티스 학원 출신의 캐릭터로 사상 최초로 스트리트 파이터 시리즈에 출전하였다. 1부 사립 저스티스 학원에서는 정체를 숨기기 위해 헬멧을 쓰고 다녔으나 2부 불타라! 저스티스 학원에서는 헬멧을 벗은 상태로 바뀐다. 1부에서는 게도 고등학교 소속, 2부에서는 세이쥰 여학교 소속이다.
- 첫 게임: 사립 저스티스 학원 (1997)

### 네칼리
출생 - 1월 11일
신장 - 190cm
몸무게 - 113kg
혈액형 - ?
성별 - 남
국적 - ?
스트리트 파이터 5 발매와 동시에 기본 캐릭터로 추가되는 4인의 신 캐릭터 중 첫번째로 공개된 캐릭터이다. 여담이지만 네칼리라는 이름은 고대 전통 아즈텍 언어인 나우아틀어로 '전쟁, 싸움'이라는 뜻이라고 한다.
- 첫 게임: 스트리트 파이터 5 (2016)

### 라시드
출생 - 6월 7일
신장 - 178cm
몸무게 - 85kg
혈액형 - A
성별 - 남
국적 - ?
네칼리에 이은 스트리트 파이터 5의 두 번째 신 캐릭터로 왼쪽 눈에 스카우터를 착용한 디자인이 미래적인 데 반해 돌풍을 일으켜 상대를 허공에 띄운 후 중심으로 날아올라 상대가 맞는 모습을 팔짱끼고 지켜보는 등 아라비안 나이트에나 나올 법한 마술사 같은 기술들을 지니고 있다. 국적으로는 UAE로 추정하고 있으나 공식적인 것은 아니다.
- 첫 게임: 스트리트 파이터 5 (2016)

### 라라
출생 - 7월 30일
신장 - 175cm
몸무게 - 72kg
혈액형 - O
성별 - 여
국적 - 브라질
스트리트 파이터 3 시리즈에 등장했던 숀 마츠다의 누나로써, 풍림화산류에 입문한 동생 숀과는 다르게 가전 유술인 마츠다류 유술을 사용하는 캐릭터이다.
- 첫 게임: 스트리트 파이터 5 (2016)

### 팡
출생 - 2월 2일
신장 - 212cm
몸무게 - ?
혈액형 - ?
성별 - 남
국적 - ?
발로그, M.바이슨, 사가트에 이어서 새로 들어온 샤돌루 사천왕의 일원. 사가트가 샤돌루를 떠나자 조직의 2인자가 되었다. 잘 보이지 않지만, 뒤에 꽁지머리가 있다.
- 첫 게임: 스트리트 파이터 5 (2016)

### 콜린
출생 - 2월 14일
신장 - 168cm
몸무게 - 65kg
혈액형 - AB
성별 - 여
국적 - ?
비밀 결사대의 총수인 길의 비서이다.
- 첫 게임: 스트리트 파이터 5 (2017)  2017년 3월 1일에 DLC 추가로 2017년으로 표시되었다. 최초 등장은 스트리트 파이터 3.

### 에드
출생 - 9월 3일
신장 - 182cm
몸무게 - 86kg
혈액형 - ?
성별 - 남
국적 - ?
슈퍼 스트리트 파이터 4때 SIN에 납치 되었으나, 마이크 바이슨으로부터 구출된 청년. 사이코 복싱을 사용하고 있다.
- 첫 게임: 스트리트 파이터 5 (2017)  2017년 5월 31일에 DLC 추가로 2017년으로 표시되었다. 최초 등장은 슈퍼 스트리트 파이터 4.

### 메나트
출생 - 11월 12일
신장 - 163cm
몸무게 - 55kg
혈액형 - O
성별 - 여
국적 - 이집트
로즈의 제자인 이집트의 점쟁이 여성. 수정구를 사용한다.
- 첫 게임: 스트리트 파이터 5 (2017)  2017년 8월 30일에 DLC 추가로 2017년으로 표시되었다.

### 제쿠
출생 - 1925년 12월 29일
신장 - 181cm
몸무게 - 89kg
혈액형 - A
성별 - 남
국적 - 일본
가이의 스승. 체술의 달인으로 갈고 닦은 발차기 기술이 특기.
- 첫 게임: 스트리트 파이터 5 (2017)  2017년 10월 25일에 DLC 추가로 2017년으로 표시되었다.

### 팔케
출생 - 5월 25일
신장 - 176cm
몸무게 - 54kg
혈액형 - A
성별 - 여
국적 - ?
에드의 측근. 에드처럼 사이코 파워를 가지고 있으며 사이코 봉술을 사용한다.
- 첫 게임: 스트리트 파이터 5 아케이드 에디션 (2018)  2018년 4월 25일에 DLC 추가로 2018년으로 표시되었다.

### G
출생 - ?
신장 - 200cm
몸무게 - 150kg
혈액형 - ?
성별 - 남
국적 - 지구
자칭 세계의 대통령으로 세계를 하나로 묶으려는 목적이 있으며 지구력으로 싸운다. 스파3의 Q와 관련이 있는 듯한 인간.
- 첫 게임: 스트리트 파이터 5 아케이드 에디션 (2018)  2018년 8월 7일에 DLC 추가로 2018년으로 표시되었다.

### 카게나루모노
출생 - ?
신장 - ?
몸무게 - ?
혈액형 - ?
성별 - 남
국적 - ?

- 첫 게임: 스트리트 파이터 5 아케이드 에디션 (2018)  2018년 8월 7일에 DLC 추가로 2018년으로 표시되었다.

## 스트리트 파이터 VI 시리즈의 등장인물

### 제이미 쇼
출생 - 10월 30일
신장 - 174cm
몸무게 - 77kg
혈액형 -
성별 - 남
국적 - 홍콩

- 첫 게임: 스트리트 파이터 6 (2023)

### 킴벌리 잭슨
출생 - 4월 15일
신장 - 168cm
몸무게 - 61kg
혈액형 -
성별 - 여
국적 - 미국
가이의 제자. 사실 자기 멋대로 가이의 문하생으로 들어왔다.
- 첫 게임: 스트리트 파이터 6 (2023)

### 마농
출생 - 9월 2일
신장 - 175cm
몸무게 - 58kg
혈액형 -
성별 - 여
국적 - 프랑스
유도 선수, 발레리나, 패션모델이라는 세 개의 직업을 겸하는 사람이다.
- 첫 게임: 스트리트 파이터 6 (2023)

### 마리사 로제티
출생 - 9월 26일
신장 - 203cm
몸무게 - 122kg
혈액형 -
성별 - 여
국적 - 그리스
그리스 스파르타 전사의 후예이며 사회적으로는 보석 디자이너로 일하고 있는 여전사. 호쾌하고 예의 바른 성격이며 싸움에서 승리해도 자신이 쓰러뜨린 상대를 늘 존경한다.
- 첫 게임: 스트리트 파이터 6 (2023)

### A.K.I.
출생 - 11월 11일
신장 - 173cm
몸무게 - 57kg
혈액형 -
성별 - 여
국적 - 중국
팡의 제자이다.
- 첫 게임: 스트리트 파이터 6 (2023) 2023년 9월 27일에 DLC 추가로 2023년으로 표시되었다.

### 테리 보가드
출생 - 3월 15일
신장 - 182cm
몸무게 - 77kg
혈액형 -
성별 - 남
국적 - 미국
SNK와의 콜라보레이션 캐릭터. 고아이며 제프 보가드의 양아들이지만 의붓 아버지인 제프가 기스 하워드에게 살해당한 후 기스 하워드와 불구대천이 된다. 이후 성장하면서 거리의 파이터가 되었으며 드디어 기스 하워드를 쓰러뜨려, 사우스타운 최강자에 이르렀다.
- 첫 게임: 아랑전설 (1991) 2024년 9월 24일에 DLC 추가로 2024년으로 표시되었다.

### 시라누이 마이
출생 - 1월 1일
신장 - 164cm
몸무게 - 48kg
혈액형 -
성별 - 여
국적 - 일본
SNK와의 콜라보레이션 캐릭터. 쿠노이치이다.
- 첫 게임: 아랑전설 2 (1992) 2025년 1월 또는 2월에 DLC 추가로 2025년으로 표시되었다.

## 스트리트 파이터 EX 시리즈의 등장인물

### 호쿠토
출생 - 1975년 2월 10일
신장 - ?
몸무게 - ?
혈액형 - ?
성별 - 여
국적 - 일본
고무술을 전승하는 미즈가미 가문 분가 출신의 여성. 카이리,나나세와는 이복남매 사이다.
- 첫 게임: 스트리트 파이터 EX (1996)

### 카이리
출생 - ?
신장 - ?
몸무게 - ?
혈액형 - ?
성별 - 남
국적 - 일본
고무술을 전승하는 미즈가미 가문의 본가 당주의 아들. 여동생 호쿠토와 나나세가 있다.
- 첫 게임: 스트리트 파이터 EX (1996)  EX에는 CUP전용으로만 등장했으나 EX플러스부터 선택 가능 캐릭터로 승격하였다. 그러나 일부 히든캐릭터는 EX2에서 삭제된 경우도 있다.

### 가루다
출생 - ?
신장 - ?
몸무게 - ?
혈액형 - ?
성별 - ?
국적 - ?
갑옷 복장에 몸에서 칼날이 뿜어져나오는 괴인. 살의의 파동 관련인물이라든가 하는 추측이 있으나 정체는 일체 불명이며 설정상 고우키를 능가한다고 하지만 이것조차도 불명이다.
- 첫 게임: 스트리트 파이터 EX (1996)

### 엘런 스나이더
출생 - ?
신장 - ?
몸무게 - ?
혈액형 - ?
성별 - 남
국적 - 미국
켄에 의해 패배 이후로 우물 안 개구리라고 조롱을 받았으나 최강이 되기 위해 나선 가라데 무술가.
- 첫 게임: 스트리트 파이터 EX (1996)

### 다란 마이스터
출생 - 1956년 11월 23일
신장 - 213cm
몸무게 - ?
혈액형 - ?
성별 - 남
국적 - 인도
풀룸 플루나의 보디가드. 사실 그가 풀룸과 세계여행에 나선 이유는 전 세계적으로 명성을 떨치고 있는 두 명의 레슬러인 장기에프와 빅터 오르테가(머슬봄버 시리즈에서 출현하는 캐릭터)와 싸워보고 싶었기 때문.
- 첫 게임: 스트리트 파이터 EX (1996)

### 스컬로 매니아
출생 - ?
신장 - ?
몸무게 - ?
혈액형 - ?
성별 - 남
국적 - 일본
해골 모양의 타이즈를 입고 싸우는 괴인.
- 첫 게임: 스트리트 파이터 EX (1996)

### 블레어 데임
출생 - ?
신장 - ?
몸무게 - ?
혈액형 - ?
성별 - 여
국적 - 영국
어릴 때부터 학습이 뛰어났으며, 신체 단련을 위해 격투를 배운 부잣집 여성. 플룸 플루나의 여행 동료.
- 첫 게임: 스트리트 파이터 EX (1996)

### 독트린 다크
출생 - ?
신장 - ?
몸무게 - ?
혈액형 - ?
성별 - 남
국적 - 독일
가일의 부하로 특수 정찰 부대 소속의 특수 요원이었으나 가일이 자리를 비운 사이 로렌토에게 습격을 당했고 그 습격에서 자신 이외의 전 대원들이 모두 몰살당하면서 성격이 이상해졌다. 자신의 부대원을 몰살시키려 했던 로렌토와 자신을 구해주지 않았던 가일 양쪽에게 원한이 있다.
- 첫 게임: 스트리트 파이터 EX (1996)

### 플룸 플루나
출생 - 9월 26일
신장 - ?
몸무게 - ?
혈액형 - ?
성별 - 여
국적 - 아랍연맹
아랍 대부호의 딸로 아버지와 할아버지를 불행하게 만든 섀돌루를 찾기 위해 여행을 떠난다.
- 첫 게임: 스트리트 파이터 EX (1996)

### 크래커 잭
출생 - 2월 11일
신장 - ?
몸무게 - ?
혈액형 - ?
성별 - 남
국적 - 미국
라스베가스에서 바운서로 활동하던 격투가. 블레어 데임의 경호원이기도 하다.
- 첫 게임: 스트리트 파이터 EX (1996)

### 샤론
출생 - 10월 17일
신장 - ?
몸무게 - ?
혈액형 - ?
성별 - 여
국적 - 유럽
평소에는 수녀로 활동하나 실제 정체는 에이전트.
- 첫 게임: 스트리트 파이터 EX 2 (1998)

### 하야테
출생 - ?
신장 - ?
몸무게 - ?
혈액형 - ?
성별 - 남
국적 - 일본
세계를 떠나 마귀, 마물들을 퇴치하는 퇴마사.
- 첫 게임: 스트리트 파이터 EX 2 (1998)

### 나나세
출생 - 3월 16일
신장 - ?
몸무게 - ?
혈액형 - ?
성별 - 여
국적 - 일본
고무술을 전승하는 미즈가미 가문 분가 출신의 소녀로 카이리, 호쿠토의 여동생이다.
- 첫 게임: 스트리트 파이터 EX 2 (1998)

### 섀도가이스트
출생 - ?
신장 - ?
몸무게 - ?
혈액형 - ?
성별 - 남
국적 - ?
아내와 딸의 원수를 갚기 위해 강화 인간이 된 캐릭터. 악인 같으나 실은 악의 처단자.
- 첫 게임: 스트리트 파이터 EX 2 (1998)

### 볼케이노 롯소
출생 - ?
신장 - ?
몸무게 - ?
혈액형 - ?
성별 - 남
국적 - 이탈리아
원래는 범죄조직에 활동하였으나 자신의 애인을 죽인 그 범죄조직을 처단하기 위해 참전한다.
- 첫 게임: 스트리트 파이터 EX 2 플러스 (1999)

### 에어리어
출생 - 1월 17일
신장 - ?
몸무게 - ?
혈액형 - ?
성별 - 여
국적 - 프랑스
어린 나이지만 아버지를 닮아 스스로 발명품을 제작, 판매하는 소녀.
- 첫 게임: 스트리트 파이터 EX 2 플러스 (1999)

### 에이스
출생 - ?
신장 - 198cm
몸무게 - 106kg
혈액형 - ?
성별 - 남
국적 - 일본
에이전트로 상대방의 기술들을 습득할 수 있는 능력을 지니고 있는 남자.
- 첫 게임: 스트리트 파이터 EX 3 (2000)

## 관련 등장인물
- 스트리트 파이터 1탄에서 CPU전용으로만 등장했던 캐릭터
  - 레츠: 1918년 4월 2일 출생. 일본의 승려. 필살기가 없으며 기본기밖에 없다.
  - 게키: 1958년 9월 15일 출생. 닌자로 이부키의 친척이기도 하다. 순간이동을 사용할 수 있다.
  - 조: 1963년 11월 8일 출생. 미국의 격투가이다.
  - 마이크: 1961년 2월 9일 출생. 미국의 격투가이다.
  - 리: 1944년 3월 3일 출생. 중국의 무술가로 윤과 양의 스승이다.
- 사만다

블랑카(지미)의 어머니로 브라질에 여행가다가 비행기 추락으로 죽을 뻔했으나 목숨은 건졌다. 대회 이후 블랑카와 재회하게 되었다.
- 엘리자

1970년 5월 21일 출생. 켄의 아내. 가일의 아내의 동생이다.
- 유리아

1963년 12월 22일 출생. 가일의 아내. 엘리자의 언니이다.
- 크리스 (북미명: 에이미)

1983년 4월 19일 출생. 가일의 딸.
- 사리

1971년 2월 11일 출생. 달심의 아내. 제로 시리즈와 포켓파이터에서 까메오로 등장하였다.
- 닷타

1990년 7월 7일 출생. 달심의 아들. 2탄 엔딩에서 처음으로 등장하였다. 크리스의 펜팔친구이기도 하다.
- 고우테츠

1899년 출생. 공수도의 선인으로 고우켄, 고우키(아쿠마), 히비키 츠요시(단의 아버지)의 스승이다. 고우키가 살의의 파동에 눈을 뜨자, 이를 막으려다가 도리어 살해당하여, 목의 염주를 고우키에 약탈당하게 된다.
- 히비키 츠요시 (북미명: 히비키 고우)

1937년 5월 4일 출생. 단의 아버지다. 단이 어릴 적에 사가트와의 대결에서 사가트의 오른쪽 눈을 앗아간 뒤, 사망하였다. 이에 아들 단은 이에 대한 야욕에 불타고 있다.
- 치토세 케이

사쿠라의 친구. OVA와 배리어블 시리즈에서도 등장한다.
- 톰

1938년 10월 출생. 알렉스 부친의 친구이자 알렉스의 스승.
- 페트리샤

톰의 딸. 알렉스와 사이가 좋다.
- 에피

네크로의 여자친구로 네크로와 같이 다니는 소녀.
- 멜 마스터즈

1995년 2월 8일 출생. 켄과 엘리자의 아들.
- 호이메이

윤과 양의 친구로 윤과 양이 들나드는 음식점의 딸이다.
- 샤오메이

호이메이의 여동생.
- 사라이

이부키의 친구.
- 나루미

엘레나의 친구.
- 캔디

루퍼스의 여자친구.
- 하칸의 가족들

하칸에게는 부인과 딸들이 있다.
- 개조인간

- 섀도우

베가(M.바이슨)가 내쉬를 모태로 만든 인조인간.
- 다크 사쿠라

살의의파동에 눈뜬 사쿠라
- 메츠 장기에프

베가가 장기에프를 모태로 만든 인조인간.
- 메카 고우키 (해외명: 사이버 아쿠마)

아포칼립스가 고우키(아쿠마)를 모태로 만든 인조인간.
- 섀도우 레이디

섀돌루에서 춘리를 모태로 만든 인조인간.
- 섀돌루 돌스: 수십명의 소녀들로 구성된 베가의 친위 부대.
  - 현재 구성원
    - 에네로: 확성기를 사용한다.
    - 페브리에: 양 손에 기관단총을 들고 있다.
    - 마르츠: 노트북 컴퓨터를 휴대하고 다닌다. 해킹 전문 요원이다.
    - 아프릴레: 의무병이다.
    - 사츠키: 쿠노이치이다.
    - 유니: 정예요원 1
    - 율리: 정예요원 2
    - 상타무: 아프리카 출신으로 장창을 사용한다.
    - 샤유: 중국 출신으로 쌍절곤을 사용한다.
    - 지엔유: 중국 출신으로 장봉을 사용한다.
    - 노엠벨루: 아메리칸 원주민 출신이다.
    - 디카프리: 캐미 화이트를 모태로 해서 만들어진 복제인간이다.

  - 이전 구성원
    - 캐미 화이트

- 트로이

케빈 스트라이커의 파트너.
- 살의의 파동에 눈뜬 류 (해외명: 이블 류)

살의의 파동에 조종을 당하는 류.
- 신 고우키 (해외명: 신 아쿠마)

살의의 파동으로 각성한 고우키.
- 세뇌된 켄 (해외명: 바이올렌트 켄)

베가에 의해 조종 당하는 켄.
- 블레이드

스트리트 파이터 더 무비에 등장하는 캐릭터.
헬멧을 쓰고 있으며 4가지로 블레이드외 아케인, 카이바, F7가 있다.
- 캡틴 사와다

스트리트 파이터 더 무비에 등장하는 군인.
- 겐류사이 레나

가이의 아내이자 가이의 스승 겐류사이의 딸이자 겐류사이 마키의 언니 파이널파이트2에서 매드기어에 납치당한다.
- 마이크 해거

코디의 약혼녀 제시카 해거의 아버지.
- 제시카 해거

코디의 약혼녀.
- 매드기어
  - 록시: 포이즌의 동료. 아비게일이 운영하는 고물상에서 일하고 있다.
  - 액슬

- 케빈 스트라이커

미국에선 켄이라고 불리고 있다. 스트리트 파이터 2010에만 등장하는 오리지널 캐릭터이며 국적은 미국.
- 신(SHIN)

태권도 달인인 한국여성과 공수도 달인인 일본남성 사이에서 태어난 금발의 남자로 원래 태권도를 싫어했으나 미국 유학 도중 발리투도 경기장에서 화려하다는 평을 듣고 받아들이게 된다. 본래 음악가가 되는 것이 꿈이었으며 무술에는 흥미가 없다. 스트리트 파이터 온라인-마우스 제네레이션에만 등장하는 오리지널 캐릭터이며 국적은 불명.
- 루갈 번스타인

출생 - 1948년 2월 10일
신장 - 197cm
몸무게 - 103kg
혈액형 - 불명
성별 - 남
국적 - 미국
더 킹 오브 파이터즈의 끝판왕. 원래 스트리트 파이터의 세계관에는 셀렉트 캐릭터로 등장한 적이 없으나 한 때 가일을 무참히 짓밟아버린 적이 있다. 루갈이 가일을 쓰러뜨린 것은 가일의 평생 최대의 굴욕으로 가일의 기억속에 남게 되었다. 이 싸움에서 가일은 루갈의 몸을 건드려보지조차 못하고 당했다. 고우키와는 서로의 능력(루갈의 오로치의 힘, 고우키의 살의의 파동)을 빼앗으려는 사이이다.
- 마츠다 유이치로

라라 마츠다 & 숀 마츠다의 아버지
- 브랜다 마츠다

라라 마츠다 & 숀 마츠다의 어머니